# Mi Gran Noche Tour
Mi Gran Noche Tour es una gira internacional del cantante español Raphael, quien vuelve a los escenarios durante los años 2013 y 2014, con un nuevo tour donde mostró sus grandes y fetiches canciones que han sido históricas en sus más de 54 años de carrera artística. 
El título del tour es una derivación de la canción mi gran noche, que Raphael publicó en 1967.
Apoyado por una gran producción y sonidos actuales con arreglos «a lo Big Band», el artista «revisita» en su nuevo álbum Mi gran noche algunos de sus temas que no encontraron hueco entre éxitos como Yo soy aquel, Digan lo que digan o la Balada de la trompeta para convertirlos en renovadas canciones.
El proyecto abarca también la nueva gira internacional que tras el tremendo éxito de las más recientes como Cerca de ti, 50 años después, Te llevo en el corazón y Lo mejor de mi vida, se vuelve a subir a los escenarios arrancando gira en México en abril para continuar por Estados Unidos y España.
Vuelve Raphael, un artista eterno que nunca pierde el vínculo con su público. Justo un año después de entregar su último álbum, sale a la venta con Mi gran noche. 50 éxitos de mi vida, un repaso a los mejores momentos de su larga y productiva carrera recogidos en un triple CD, en un pack muy especial que incluye un DVD con actuaciones del archivo de RTVE.
Se presentará en la Quinta Vergara en el Festival de la Canción de Viña del Mar 2014 luego de 4 años de ausencia en este escenario tan importante el próximo 25 de febrero de 2014 como reemplazo de la presentación de Alejandro Fernández por un accidente en esquí.

## Lanzamiento:Mi gran noche
El nuevo disco del cantante español, está ya a la venta desde el 9 de abril de 2013, donde se estrenará nuevas canciones inéditas y canciones totalmente históricas pero renovadas y actualizadas, un encanto para sus seguidores de todo el mundo. El día 2 de abril se lanzó por medio de iTunes, el sencillo Si ha de ser así una canción ya grabada, pero que se estrenará con arreglos musicales, el público podrá disfrutar de su voz por ese medio tecnológico, como adelanto de lo que será su gira 2013 y su nuevo álbum para este año. Se espera además, según el mismo Raphael, que las canciones que él ha cantado hace años las vuelva a grabar de manera que «salgan de la sombra».
El disco ha sido producido por Jacobo Calderón y su hijo Manuel Martos con quien le ha prestado una gran confianza para que el proyecto musical salga más juvenil.

## Raphael en el Sonorama Ribera 2014
Raphael participará en el Festival Sonorama Ribera 2014 encabezando el cartel de la misma. Esto causó polémica e impacto en las redes sociales y en la población, generalmente juvenil porque no se esperaban que el cantante de Linares llegase a estar en este evento. Sin embargo, el sí absoluto se dio por muchos críticos y seguidores del baladista español.

## Fechas de la Gira[6]
| América                  |                             |                   |                                            |
| 13 de abril de 2013      | México D.F.                 | México            | Auditorio Nacional de México               |
| 14 de abril de 2013      | México D.F.                 | México            | Auditorio Nacional de México               |
| 19 de abril de 2013      | Ensenada                    | México            | Villa de Liecega                           |
| 20 de abril de 2013      | Mexicali                    | México            | --                                         |
| 24 de abril de 2013      | Puebla                      | México            | Auditorio Siglo XVI                        |
| 26 de abril de 2013      | Guadalajara                 | México            | Auditorio Telmex                           |
| 28 de abril de 2013      | Monterrey                   | México            | Auditorio Banamex                          |
| 3 de mayo de 2013        | El Paso                     | Estados Unidos    | Plaza Theater                              |
| 8 de mayo de 2013        | McAllen                     | Estados Unidos    | Bill Graham Civic Auditorium               |
| 10 de mayo de 2013       | Houston                     | Estados Unidos    | Arena Theater                              |
| 11 de mayo de 2013       | Dallas                      | Estados Unidos    | Majestic Theatre (Dallas, Texas)           |
| 15 de mayo de 2013       | Nueva York                  | Estados Unidos    | Beacon Theatre (New York City)             |
| 17 de mayo de 2013       | Miami                       | Estados Unidos    | Fillmore Theater                           |
| 19 de mayo de 2013       | San Juan                    | Puerto Rico       | Coliseo de Puerto Rico José Miguel Agrelot |
| 22 de mayo de 2013       | Oakland                     | Estados Unidos    | Fox Theatre                                |
| 24 de mayo de 2013       | Toronto                     | Canadá            | Queen Elizabeth Theatre                    |
| 26 de mayo de 2013       | Los Ángeles                 | Estados Unidos    | L.A. Live                                  |
| Europa                   |                             |                   |                                            |
| 19 de julio de 2013      | Manzanares                  | España            | Auditorio La Pérgola                       |
| 20 de julio de 2013      | Alcalá de Henares           | España            | Plaza de Toros La Estudiantil              |
| 26 de julio de 2013      | Lucena                      | España            | Plaza de Toros de Lucena                   |
| 1 de agosto de 2013      | Elche                       | España            | Rotonda del parque municipal               |
| 3 de agosto de 2013      | Real Sitio de San Ildefonso | España            | Real Fábrica de Cristales                  |
| 8 de agosto de 2013      | La Antilla                  | España            | Club Vera del Mar                          |
| 10 de agosto de 2013     | Los Alcázares               | España            | Polideportivo municipal                    |
| 18 de agosto de 2013     | Torrelavega                 | España            | Plaza Ayto. Boulebar Demetrio Herrero      |
| 24 de agosto de 2013     | Madridejos                  | España            | Plaza de Toros de Madridejos               |
| 29 de agosto de 2013     | Linares                     | España            | Campo de fútbol de Linarejos               |
| 30 de agosto de 2013     | San Sebastián de los Reyes  | España            | Auditorio Parque de la Marina              |
| 31 de agosto de 2013     | Mérida                      | España            | Teatro Romano de Mérida                    |
| 4 de septiembre de 2013  | Santiago de Compostela      | España            | Plaza de la Quintana                       |
| 6 de septiembre de 2013  | Aranjuez                    | España            | Plaza de Toros                             |
| 7 de septiembre de 2013  | Málaga                      | España            | Plaza de toros de La Malagueta             |
| 10 de septiembre de 2013 | Madrid                      | España            | Teatro la Zarzuela                         |
| 11 de septiembre de 2013 | Madrid                      | España            | Teatro la Zarzuela                         |
| 12 de septiembre de 2013 | Madrid                      | España            | Teatro la Zarzuela                         |
| 13 de septiembre de 2013 | Madrid                      | España            | Teatro la Zarzuela                         |
| 14 de septiembre de 2013 | Madrid                      | España            | Teatro la Zarzuela                         |
| 15 de septiembre de 2013 | Madrid                      | España            | Teatro la Zarzuela                         |
| 3 de octubre de 2013     | Gijón                       | España            | Teatro Jovellanos                          |
| 4 de octubre de 2013     | Gijón                       | España            | Teatro Jovellanos                          |
| 7 de octubre de 2013     | Barcelona                   | España            | Gran Teatro del Liceo                      |
| 8 de octubre de 2013     | Barcelona                   | España            | Gran Teatro del Liceo                      |
| 10 de octubre de 2013    | Bilbao                      | España            | Palacio Euskalduna                         |
| 12 de octubre de 2013    | Palma de Mallorca           | España            | Auditorium                                 |
| 13 de octubre de 2013    | Palma de Mallorca           | España            | Auditorium                                 |
| 18 de octubre de 2013    | Jerez de la Frontera        | España            | Teatro Villamarta                          |
| 19 de octubre de 2013    | Jerez de la Frontera        | España            | Teatro Villamarta                          |
| 25 de octubre de 2013    | Sevilla                     | España            | Auditorio FIBES                            |
| 26 de octubre de 2013    | Sevilla                     | España            | Auditorio FIBES                            |
| 9 de noviembre de 2013   | Granada                     | España            | Palacio de Congresos de Granada            |
| 15 de noviembre de 2013  | Murcia                      | España            | Auditorio Víctor Villegas                  |
| 23 de noviembre de 2013  | Valencia                    | España            | Palau de les Arts Reina Sofía              |
| 6 de diciembre de 2013   | Albacete                    | España            | Teatro Circo de Albacete                   |
| 7 de diciembre de 2013   | Alicante                    | España            | Teatro Principal                           |
| 8 de diciembre de 2013   | Alicante                    | España            | Teatro Principal                           |
| 21 de diciembre de 2013  | Zaragoza                    | España            | Auditorio-Sala Mozart                      |
| América del Sur          |                             |                   |                                            |
| 4 de febrero de 2014     | Antofagasta                 | Chile             | Enjoy Antofagasta                          |
| 6 de febrero de 2014     | Coquimbo                    | Chile             | Enjoy Coquimbo                             |
| 8 de febrero de 2014     | Santiago                    | Chile             | Teatro Caupolicán                          |
| 9 de febrero de 2014     | Santiago                    | Chile             | Teatro Caupolicán                          |
| 10 de febrero de 2014    | Santiago                    | Chile             | Teatro Caupolicán                          |
| 12 de febrero de 2014    | Concepción                  | Chile             | SurActivo                                  |
| 14 de febrero de 2014    | Frutillar                   | Chile             | Teatro del Lago                            |
| 16 de febrero de 2014    | Temuco                      | Chile             | Teatro municipal                           |
| 20 de febrero de 2014    | Los Andes                   | Chile             | Enjoy Santiago (Rinconada)                 |
| 22 de febrero de 2014    | Viña del Mar                | Chile             | Enjoy Viña del Mar                         |
| 25 de febrero de 2014    | Viña del Mar                | Chile             | Quinta Vergara                             |
| 27 de febrero de 2014    | Trujillo                    | Perú              | Mall Aventura Plaza                        |
| 1 de marzo de 2014       | Piura                       | Perú              | C.C. Real Plaza                            |
| 3 de marzo de 2014       | Lima                        | Perú              | Jockey Club                                |
| 5 de marzo de 2014       | Arequipa                    | Perú              | Teatro Metropolitano                       |
| 6 de marzo de 2014       | Arequipa                    | Perú              | Teatro Metropolitano                       |
| 8 de marzo de 2014       | Cuzco                       | Perú              | Coliseo Cerrado                            |
| Europa                   |                             |                   |                                            |
| 10 de abril de 2014      | San Petersburgo             | Rusia *cancelados | Sala Oktyabrsky                            |
| 12 de abril de 2014      | Moscú                       | Rusia *cancelados | Teatro del Kremlin                         |
| Norteamérica             |                             |                   |                                            |
| 13 de mayo de 2014       | Santiago de Querétaro       | México            | Auditorio Josefa Ortiz                     |
| 15 de mayo de 2014       | Ciudad de México            | México            | Auditorio Nacional                         |
| 16 de mayo de 2014       | León de los Aldama          | México            | Domo de la Feria                           |
| 17 de mayo de 2014       | Monterrey                   | México            | Auditorio Banamex                          |
| 20 de mayo de 2014       | Guadalajara                 | México            | Auditorio Telmex                           |
| 21 de mayo de 2014       | San Luis Potosí             | México            | El Domo de San Luis                        |
| 22 de mayo de 2014       | Ciudad de México            | México            | Auditorio Nacional                         |
| 24 de mayo de 2014       | San Diego                   | Estados Unidos    | Humphreys Concerts By the Bay              |
| 25 de mayo de 2014       | Los Ángeles                 | Estados Unidos    | Nokia Theater                              |
| 28 de mayo de 2014       | McAllen                     | Estados Unidos    | McAllen Civic Auditorium                   |
| 20 de mayo de 2014       | Orlando                     | Estados Unidos    | Bob Carr Performing Arts Centre            |
| 31 de mayo de 2014       | Miami                       | Estados Unidos    | James L Knight Center                      |
| 1 de junio de 2014       | San Juan                    | Puerto Rico       | Coliseo de Puerto Rico José Miguel         |
| 5 de junio de 2014       | Nueva York                  | Estados Unidos    | Best Buy Theater                           |
| 6 de junio de 2014       | Nueva York                  | Estados Unidos    | Best Buy Theater                           |
| 7 de junio de 2014       | Chicago                     | Estados Unidos    | Olympic Theatre                            |
| 20 de junio de 2014      | Barcelona                   | España            | Festival Jardins de Pedralbes              |